# Andrew Garfield
Andrew Garfield, ameriški filmski, televizijski in gledališki igralec, * 20. avgust 1983, Los Angeles, Kalifornija, Združene države Amerike.
Po uspešni vlogi v Fant A (2007) je zaslovel po svojem nastopu v dramskem filmu Socialno omrežje (2010). Dodatno je zaslovel po upodobitvi Spider-Mana v filmih Neverjetni Spider-Man (2012), Neverjetni Spider-Man 2 (2014) in kasneje v Spider-Man: Ni poti domov (2021).
Garfield je bil nominiran za oskarja za najboljšega igralca za upodobitvi Desmonda Dossa v vojnem filmu Greben rešenih (2016) in Jonathana Larsona v glasbeni drami Tick, Tick... Boom! (2021). Za slednjega je prejel tudi zlati globus za najboljšega igralca. Drugi filmi v katerih je igral so Ne zapusti me nikdar (2010), Tišina (2016), SKOZI OČI TAMMY FAYE (2021) in Živiva v času (2024). Na televiziji je igral v kriminalistični dramski miniseriji Under the Banner of Heaven (2022), za katero je bil nominiran za nagrado Primetime Emmy za najboljšega glavnega igralca.
Kot gledališki igralec je Garfield nastopil v predstavi Smrti trgovca leta 2012, za katero je bil nominiran za nagrado tony za najboljšega igralca v predstavi. Leta 2017 je igral Priorja Walterja v Angelih v Ameriki na West Endu in prejel nominacijo za nagrado Laurence Olivier za najboljšega igralca. Vlogo je ponovil leta 2018 in prejel nagrado tony za najboljšega igralca v predstavi.